# Мережа Xbox
Мережа Xbox (раніше Xbox Live) — це служба багатокористувацьких онлайн ігор та цифрової дистрибуції, створена та керована корпорацією Microsoft.
Службу було створено в листопаді 2002 для ігрової приставки Xbox. Згодом вона отримала значні оновлення після виходу наступних моделей приставки: Xbox 360 у 2005 та Xbox One у 2013. Також у 2007 систему було поширено на персональні комп'ютери під управлінням Windows (під назвою Games for Windows — Live).
Конкурентами Xbox Network є мережа PlayStation Network компанії Sony та Nintendo Account компанії Nintendo.
У 2021 році Microsoft перейменувала Xbox Live просто на «мережу Xbox», щоб охопити всі свої служби, пов’язані з Xbox, і почала повільно припиняти всі бренди «Live», поки їх не було повністю видалено в 2023 році.

## Інформація про користувача

### Gamertag
Gamertag (GT) — це універсальний нікнейм користувача у Xbox LIVE. Він має бути унікальним, довжиною не більше 15 символів, включати цифри, букви та пробіли. Microsoft проводить певну модерацію нікнеймів. Наприклад, свого часу було заборонено вказувати сексуальну орієнтацію у імені користувача, однак потім від цієї практики відмовились.
Gamertag може використовуватись у низці служб, включаючи Games for Windows — Live, Zune, Клуб розробників XNA і, звісно, весь ряд моделей Xbox. Крім того, існує ряд сайтів, що дозволяють переглядати акаунти чи управляти ними.

### Gamerscore
Gamerscore (GS) — система накопичення репутації гравця, яка відображає кількість досягнень, здобутих користувачем у Xbox Live за допомогою відображення кількості накопичених балів. За першим задумом ігри, що продавались у роздріб, давали гравцю максимум 1000G за виконання всіх досягнень, в той час як ігри з Xbox Live Arcade мали по 12 досягнень і загалом гра могла дати 200G.
1 лютого 2007 Microsoft змінила свою політику щодо GS. Ігри, поширювані в роздріб, мали обмеження в 1000G або трохи менше, однак згодом додані досягнення повинні були бути безкоштовними. Пізніше можна додати 250G до загальної кількості в 1750 (наприклад, Halo 3). Ігри Arcade повинні мати не більше 200G з можливим підвищенням в майбутньому до 250G.
26 травня 2007 Halo 2 стала першою грою для Windows, в якій досягнення зараховувались до Gamerscore.
25 березня 2008 Microsoft зламала гравців, які нечесним способом збільшували свій Gamescore, обнуливши показники без можливості відновити рахунок і написавши в їхні Gamercard, що це обліковий запис читера.
13 березня 2014 Ray Cox IV або «Stallion83» став першим гравцем, який набрав 1000000G.

### Gamercard
Gamercard — картка гравця, де написана різна інформація про користувача:
- Gamertag (золота чи срібна смужка);
- Зображення гравця (аватар);
- Репутація;
- Gamerscore;
- Недавно зіграні ігри;
- У деяких Gamecard є зображення персонажа гравця.

### Ігрова зона
Ігрова зона (англ. gamerzone) — визначає рівень майстерності гравця і дозволяє шукати відповідних за рівнем майстерності суперників. Ігрову зону обирає сам користувач при реєстрації свого Gamertag, в подальшому її можна змінити.
Існують 4 ігрові зони:
- Відпочинкова (англ. Recreation) — для казуальних гравців;
- Сімейна (англ. Family) — для гри всією сім'єю;
- Професійна (англ. Pro) — для гравців, які вже «знають свою справу»;
- «Підпільна» (англ. Underground) — для гравців-ветеранів.

### Microsoft Points
Microsoft Points (MSPs) — валюта в Xbox Live, за яку можна купувати різний контент на Xbox Live Marketplace. Поповнювати валюту можна лише через банківську картку (Visa, MasterCard, American Express), або через карту оплати, яку можна придбати в інтернет-магазинах.
400 Microsoft Points = $5.
26 серпня 2013 підтримка валюти була припинена.

## Сервіси та програми Xbox Live

### Xbox Games Store
Xbox Games Store (раніше Xbox Live Marketplace) — сервіс, який надає послуги цифрової дистрибуції, наприклад: ігри, демо-версії ігор, трейлери, DLC і т. д. Користування сервісом безкоштовне, однак більшість контента є платним.
- Games Store (магазин ігор)
  - Arcade (аркадні ігри) — прості, казуальні, зазвичай недорогі ігри;
  - Game add-ons (DLC) — безкоштовні і платні DLC для ігор;
  - Games on Demand (ігри за запитом) — цифрова дистрибуція — оплативши гру, її можна завантажити (тобто не потрібно купувати DVD). В цей розділ включають найпопулярніші по продажу ігри;
  - Game Demos (демо-версії ігор) — демонстраційні версії ігор;
  - Game Video (відео) — відеоігрові трейлери;
  - Themes & Gamer Pictures (теми і картинки гравців) — розділ, в якому знаходяться різні теми для головної сторінки і картинки для профілю (Gamertag);
  - All Games (всі ігри) — список ігор, вибравши певну гру, будуть надані всі теми, доповнення і т. д., що відносяться до неї.
- Video Marketplace (магазин фільмів)
- Music Marketplace (магазин музики)

### Xbox Live Arcade
Xbox Live Arcade (XBLA) — сервіс, який дає спробувати пограти в недорогі, прості, казуальні відеоігри.
- Всі ігри в Xbox Live Arcade можна завантажити й обмежено зіграти перед тим, як купувати гру;
- Ігри можуть бути записані як на жорстокому диску консолі, так і на карту пам'яті;
- Всі ігри повністю підтримують режим високого співвідношення сторін дисплею, систему досягнень (англ. achievements) та ін.;
- Більшість ігор підтримує багатокористувацький режим (англ. Multiplayer);
- Головоломка Hexic HD вже завантажена на кожну консоль Xbox 360 зі старту системи.

### Xbox Live Indie Games
Xbox Live Indie Games (XBLIG, раніше називалась Xbox Live Community Games, XBLCG) — непрацюючий сервер, в якому можна було купити ігри розроблені малими студіями (інді-ігри). Випущені були ігри на Xbox Live Marketplace для Xbox 360. Ігри були розроблені на Microsoft XNA та розроблені одним або кількома незалежними розробниками, які зареєстровані в App Hub. Станом на 2 жовтня 2017 на сервісі було випущено 3,404 ігор. Ігри не були доступні в Австралії, оскільки всі ігри повинні бути оціненні Австралійською класифікаційною комісією для їхнього розповсюдження на території Австралії. 7 жовтня 2017 підтримка сервера завершилась.

### New Xbox Experience
New Xbox Experience (NXE) — оновлення, яке дає користувачу багато нових функцій. Анонсовано на E³ 2008 та випущено 19 листопада 2008. Діє оновлення на Xbox 360 та Xbox One. Оновлення додає такі функції, як:
- Перегляд фільмів та передач від Netflix у стандартній якості та 720p (функція діє тільки на території США та Канади та при підписці Xbox Live Gold та Netflix Unlimited)[15];
- Можливість створення аватара[16];
- Можливість встановлення вмісту всього компакт-диску на жорсткий диск[17];
- Гравці можуть переглядати бібліотеку своїх друзів;
- Та багато іншого.

Для завантаження оновлення потрібно не менше 128 Мб на жорсткому диску або картці пам'яті. Microsoft заявила, що багато користувачів Core або Arcade не матимуть достатнього місця на своїх картах пам'яті для нового оновлення і, таким чином, надали їм безкоштовну карту пам'яті на 512 Мб або занижений в ціні жорсткий диск на 20 Гб протягом короткого часу. Ця акція закінчилась і відтепер всі копії Xbox 360 Arcade йдуть з картою пам'яті на 512 Мб.

### Xbox Play Anywhere
Xbox Play Anywhere — програма перехресної покупки, анонсована на E³ 2016 та випущена 13 вересня 2016. Ця програма дозволяє завантажувати ігри для консолей серії Xbox на Windows 10 (під керуванням Windows 10 Anniversary Update або пізніше). Схема працює без додаткової плати. Вона також сприяє можливості синхронізації збережених даних, досягнень та вмісту, що завантажується, між версіями Windows 10 та Xbox One.

### Xbox Game Pass
Xbox Game Pass — це послуга підписки на відеоігри від Microsoft для використання з її консоллю Xbox One та Windows 10. Описаний як «Netflix для відеоігор», Xbox Game Pass надає користувачам доступ до каталогу ігор від ряду видавців за єдину ціну щомісячної підписки. Послуга була запущена 1 червня 2017 року, тоді як абоненти Xbox Live Gold отримали пріоритетний доступ 24 травня.

#### Xbox Game Pass Ultimate
Xbox Game Pass Ultimate — преміум-версія послуги підписки Xbox Game Pass. Її різниця від Xbox Game Pass у тому, що у цій підписці є всі переваги Xbox Live Gold та близько 100 ігор у необмеженому доступі.

### Інші програми
Microsoft також випустила декілька інших програм, які варті згадки:
- «Гра зі знаменитістю» (англ. "Game with Fame") — це програма Microsoft, ціль якої зіткнути лицем до лиця гравців та різних знаменитостей, серед яких співаки та розробники відеоігор[26]. Серед знаменитостей були: Шая Лабаф, Джек Блек, Rihanna, Velvet Revolver, Вікторія Джастіс, Шон Райт-Філліпс, Scissor Sisters, Paramore, Korn, OK Go, The Red Jumpsuit Apparatus[en], Dream Theater, Linkin Park, Green Day та Insane Clown Posse[27].
- «Посли Xbox» (англ. "Xbox Ambassadors") — це програма Microsoft, суть якої допомога новачкам та іншим користувачам Xbox Live. Microsoft обрала найактивніших користувачів, які можуть допомогти новим користувачам та відповісти на їхні запитання. Станом на жовтень 2009 серед амбасадорів є представники 18 країн, які говорять більш ніж 30 мовами[28].
- «Нагороди Xbox» (англ. "Xbox Rewards") — акція, розроблена з метою стимулювання гравців грати на серверах Xbox Live шляхом видачі призів за досягнення певної кількості очків. Гравцям потрібно було зареєструватися під конкретними завданнями, які при успішному завершенні принесуть винагороду, яка залежить від самого завдання.
- «Нагороди Xbox Live» (англ. "Xbox Live Rewards") — поточна акція, що надає користувачам Xbox Live бали, за які можна отримати нагороди (не плутати їх з неіснуючими Microsoft points). Користувачі отримують бали, коли поповнюють термін дії Xbox Live Gold, купують ігри, тощо[29].
- «Лабораторії Xbox Live» (англ. Xbox Live Labs) — програма, створена Microsoft для покращення роботи серверів Xbox Live. Її суть в тому, щоб користувачі Xbox Live виконували усілякі тести і отримували за це винагороди, як-от аватари та досягнення. Програма діяла в проміжку з 10 по 27 березня 2013, тільки на території США[30].
- «SentUAMessage» — інтернет-шоу у форматі серіалу, в якому Ден Мехер та Енді Ферент відповідали на запитання глядачів, щодо світу Xbox. Щоб обсяг питань залишався високим, глядачі могли задавати питання різними способами, наприклад через надсилання запитань на SentUAMessage Gamertag через Xbox LIVE, написанням електронного листа або через соціальні мережі. Шоу виходило кожну другу суботу. Перша серія вийшла 13 лютого 2009[31], а остання 30 квітня 2012[32]. Загалом вийшло 5 сезонів та загалом 77 серій[33]:

| Сезон   | К-сть серій            |
| ------- | ---------------------- |
| 1 сезон | 13 серій               |
| 2 сезон | 12 серій + «Outtakes!» |
| 3 сезон | 21 серій               |
| 4 сезон | 24 серій               |
| 5 сезон | 6 серій                |

- Цікаві факти:
  - 1, 2, 3 сезони називались «Season», коли 4 та 5 сезони називались «Series»;
  - Середня тривалість серій 1 та 2 сезонів становила 5 хвилин, 3 сезону 8-9 хвилин, а 4 та 5 сезонів 12-13 хвилин;
  - Найкоротша серія з тривалістю 3:00 є «Епізод 13»[34], а найдовша з тривалістю 15:30 є «Сезон 4, епізод 14»[35];
  - 17 жовтня 2009 вийшла перша і остання не номерна серія, яка називається «2 сезон, Outtakes!»[36];
  - 5 серія 5 сезону не збереглася.

## Підписка
Загалом доступ до сервісу Xbox Live може бути в двох варіантах:
- Xbox Live Free (до жовтня 2010 Xbox Live Silver[37]) — безкоштовна підписка, доступна з моменту реєстрації облікового запису. З цією підпискою можна купувати ігри, демо-версії ігор і т. д. Проте з цією підпискою неможливо грати в мережі з іншими гравцями.
- Xbox Live Gold — платна підписка, яка має всі функції Xbox Live Free і відкриває багато нових можливостей, наприклад: гра по мережі, безкоштовна роздача ігор і т. д. Оплачувати золоте членство (англ. Gold membership) можна на 1 місяць, 3 місяці чи 12 місяців.

| Особливості | Live Free | Live Gold | Додаткові умови                                                                      |
| --- | --------- | --------- | ------------------------------------------------------------------------------------ |
| Голосовий чат | Так       | Так       | Навушники (провідні або безпровідні) або Kinect                                      |
| Груповий чат | Ні        | Так       | Навушники (провідні або безпровідні) або Kinect                                      |
| Video Kinect | Ні        | Так       | Kinect                                                                               |
| Аватари | Так       | Так       | Ні                                                                                   |
| Завантажуваний контент | Так[a]    | Так       | Ні                                                                                   |
| Гра по мережі | Ні        | Так       | Ні                                                                                   |
| Netflix[b] | Ні        | Так       | Підписка Netflix                                                                     |
| Sky Go[c] | Ні        | Так       | Підписка Sky TV                                                                      |
| Xbox Live Arcade | Так       | Так       | Ні                                                                                   |
| Facebook[d] | Ні        | Так       | Акаунт Facebook                                                                      |
| Twitter[d] | Ні        | Так       | Акаунт Twitter                                                                       |
| last.fm | Ні        | Так       | Акаунт last.fm                                                                       |
| Zune відео[e] | Так       | Так       | Ні                                                                                   |
| Vodafone Casa TV[f] | Так       | Так       | Підписка Vodafone Casa TV                                                            |
| MSN[b] | Так       | Так       | Ні                                                                                   |
| ESPN[b] | Ні        | Так       | ESPN3 дочірній ISP                                                                   |
| Foxtel для Xbox Live[g] | Так       | Так       | Підписка Foxtel для Xbox Live                                                        |
| Halo Waypoint[d] | Ні        | Так       | Ні                                                                                   |
| Hulu Plus[b] | Ні        | Так       | Підписка Hulu Plus                                                                   |
| Аватар Kinect | Ні        | Так       | Kinect                                                                               |
| Kinect Fun Labs | Так       | Так       | Kinect                                                                               |
| AT&T U-Verse TV[j] | Так       | Так       | Підписка AT&T U-Verse                                                                |
| TELUS Optik TV[k] | Так       | Так       | Підписка Optik TV                                                                    |
| Game Room | Так       | Так       | Ні                                                                                   |
| YouTube[d] | Ні        | Так       | Акаунт YouTube                                                                       |
| Bing | Так       | Так       | Ні                                                                                   |
| IPTV[e] | Ні        | Так       | Акаунт IPTV                                                                          |
| Хмарні сховища | Ні        | Так       | Ні                                                                                   |
| Skype[d] | Ні        | Так       | - Клавіатура Xbox 360 - Навушники (провідні або безпровідні) - Kinect - Акаунт Skype |
| Ultimate Fighting Championship (UFC)[e] | Так       | Так       | Ні                                                                                   |
| Canal+[h] | Ні        | Так       | Підписка Canal+                                                                      |
| Movistar[i] | Ні        | Так       | Підписка Movistar Imagenio                                                           |
| Miss Universe | Ні        | Так       | Членство в Club Universe                                                             |
| iHeartRadio[j] | Ні        | Так       | Ні                                                                                   |
| ↑ a Більшість контенту стає доступним через тиждень, після активування Xbox Live Gold ↑ b Доступно тільки в США та в Канаді ↑ c Доступно тільки у Великій Британії та в Ірландії ↑ d Від 18 років/Батьківський контроль підтримується ↑ e За додаткову плату ↑ f Доступно тільки в Португалії ↑ g Доступно тільки в Австралії ↑ h Доступно тільки в Франції ↑ i Доступно тільки в Іспанії ↑ j Доступно тільки в США ↑ k Доступно тільки в Канаді |           |           |                                                                                      |

### Ціни за підписку Xbox Live Gold
| Країна            | 1 місяць     | 3 місяці     | 12 місяців    |
| ----------------- | ------------ | ------------ | ------------- |
| США               | $9,99        | $24,99       | $59,99        |
| Велика Британія   | £6,99        | £17,99       | £49,99        |
| Канада            | C$11,99      | C$29,99      | C$69,99       |
| Австралія         | AU$10,95     | AU$29,95     | AU$79,95      |
| Нова Зеландія     | NZ$12,95     | NZ$34,95     | NZ$89,95      |
| ЄС                | €6,99        | €19,99       | €59,99        |
| Росія             | ₽890         | ₽1480        | ₽3469         |
| Швейцарія         | 9,00 Fr.     | 25,00 Fr.    | 79,00 Fr.     |
| Мексика           | Mex$139,00   | Mex$349,00   | Mex$999,00    |
| Данія             | 59,00 kr.    | 159,00 kr.   | 499,00 kr.    |
| Швеція            | 79,00 kr.    | 219,00 kr.   | 649,00 kr.    |
| Норвегія          | 59,00 kr.    | 199,00 kr.   | 599,00 kr.    |
| Аргентина         | ARS$399,00   | ARS$999,00   | ARS$2399,00   |
| Бразилія          | R$29,00      | R$69,00      | R$149,00      |
| Чилі              | CLP$6990,00  | CLP$17990,00 | CLP$44.990,00 |
| Колумбія          | COP$25900,00 | COP$64900,00 | COP$164900,00 |
| Чехія             | 149,00 Kč    | 499,00 Kč    | 1499,00 Kč    |
| Угорщина          | 2500,00 Ft   | 6600,00 Ft   | 19850,00 Ft   |
| Польща            | 29,00 zł     | 79,00 zł     | 249,00 zł     |
| Ізраїль           | ₪37,99       | ₪99,99       | ₪238,99       |
| Індія             | ₹489,00      | —            | ₹2799,00      |
| ПАР               | R99,00       | R249,00      | R599,00       |
| ОАЕ               | $9,00        | $24,00       | $59,00        |
| Саудівська Аравія | SAR39,00     | SAR89,00     | SAR210,00     |
| Тайвань           | NT$320,00    | NT$790,00    | NT$1890,00    |
| Гонконг           | HK$79,00     | HK$189,00    | HK$459,00     |
| Південна Корея    | ₩11800,00    | ₩28800,00    | ₩69800,00     |
| Сінгапур          | S$14,90      | S$34,90      | S$84,90       |
| Туреччина         | 29,99 ₺      | 74,99 ₺      | 179,99 ₺      |
| Японія            | ¥842         | ¥2138        | ¥5378         |

## Безпека
Microsoft не дозволяє користувачам грати на приставках з модифікованою прошивкою. В 2009 році було забанено майже мільйон акаунтів власників таких приставок.

## Доступність
Станом на 6 липня 2020 Xbox Live був доступним у 42 країнах світу, України серед них не було:

Країни, в яких доступна служба Xbox Live.

| - Аргентина - Австралія - Австрія - Бельгія - Бразилія - Канада - Чилі - КНР - Колумбія - Чехія - Данія - Фінляндія - Франція - Німеччина | - Греція - Гонконг - Угорщина - Індія - Ірландія - Ізраїль - Італія - Японія - Південна Корея - Мексика - Нідерланди - Нова Зеландія - Норвегія - Польща | - Португалія - РФ - Саудівська Аравія - Сінгапур - Словаччина - ПАР - Іспанія - Швеція - Швейцарія - Тайвань - Туреччина - ОАЕ - Велика Британія - США |

## Фінанси
Відомо, що за підрозділ Xbox у фінансовому році 2019 Microsoft отримала $11,4 млрд, що складає 10% від загальних доходів Microsoft за цей період ($125,84 млрд.). За четвертий квартал дохід Xbox зменшився на 10% і загалом склав $2,05 млрд., а продаж консолей Xbox One впав майже на 50%.

## Вимкнення Xbox Live першого покоління
15 квітня 2010 Microsoft припинила роботу Xbox Live для оригінального Xbox, мотивуючи гравців купувати Xbox 360. Незважаючи на те, що офіційний сервіс Xbox Live був відімкнений від оригінального Xbox, існує програмне забезпечення для тунелювання, наприклад XLink Kai, що дозволяє користувачам Xbox грати в такі ігри, як Halo 2, з іншими людьми з усього світу, як в Xbox Live. Однак жодне стороннє програмне забезпечення, розроблене до цього часу, не є повністю сумісним з усіма іграми Xbox.